# Togiak (Alaska)
Pour les articles homonymes, voir Togiak.
Togiak est une ville d'Alaska aux États-Unis dans la Région de recensement de Dillingham. En 2010, il y avait 817 habitants.

## Situation - climat
Elle est située sur la baie Togiak, à 108 km à l'ouest de Dillingham, à l'intérieur du Refuge faunique national de Togiak.
La moyenne des températures va de 3 °C à 19 °C en juillet et de −16 °C à −1 °C en janvier.

## Histoire
En 1880 Old Togiak ou Togiagamute était situé le long de la baie et avait 276 habitants. Mais de fortes chutes de neige empêchaient la population de ramasser du bois, le village s'est donc installé de l'autre côté de la rivière, où le travail était plus facile. De nombreux habitants de la région du Yukon-Kuskokwim arrivèrent à Togiak après l'épidémie de grippe de 1918. Une école a ouvert dans une ancienne église en 1950. Une nouvelle école a été construite en 1959.
L'inondation de 1964 a provoqué la destruction de nombreuses installations de pêche ainsi que les réserves de carburant, ce qui a provoqué le départ de plusieurs familles qui se sont installées plus en amont, à Twin Hills.
Les habitants vivent de la pêche et de la commercialisation du poisson

## Démographie
| 1970 | 1980 | 1990 | 2000 | 2010 | - |
| ---- | ---- | ---- | ---- | ---- | - |
| 257  | 333  | 420  | 532  | 817  | - |

## Sources et références
- (en) CIS

- (en) Cet article est partiellement ou en totalité issu de l’article de Wikipédia en anglais intitulé « Togiak, Alaska » (voir la liste des auteurs).

1. ↑  « Statistiques des États-Unis (Alaska) - Profils des communautés de 2010 » (consulté en octobre 2020)